# Descriptions des Arts et Métiers
Descriptions des Arts et Métiers, faites ou approuvées par messieurs de l'Académie Royale des Sciences hay đơn giản chỉ là Descriptions des Arts et Métiers là một tập sách bao gồm 113 phần, được in từ 1766 đến 1788 bởi Viện Hàn lâm Khoa học Hoàng gia Pháp. Trước năm 1761, nó được đóng thành các tập sách nhỏ dạng pamphlet. Nó bao gồm các nghề nghiệp, thủ công, máy móc,... và hướng dẫn chi tiết từng công việc. Một số bản khắc đã bị Encyclopédie đánh cắp và dùng để in trong Recueil de planches của mình, gây ra tranh cãi.

## Hình ảnh

Nghề thêu.
Nghề may áo gile.
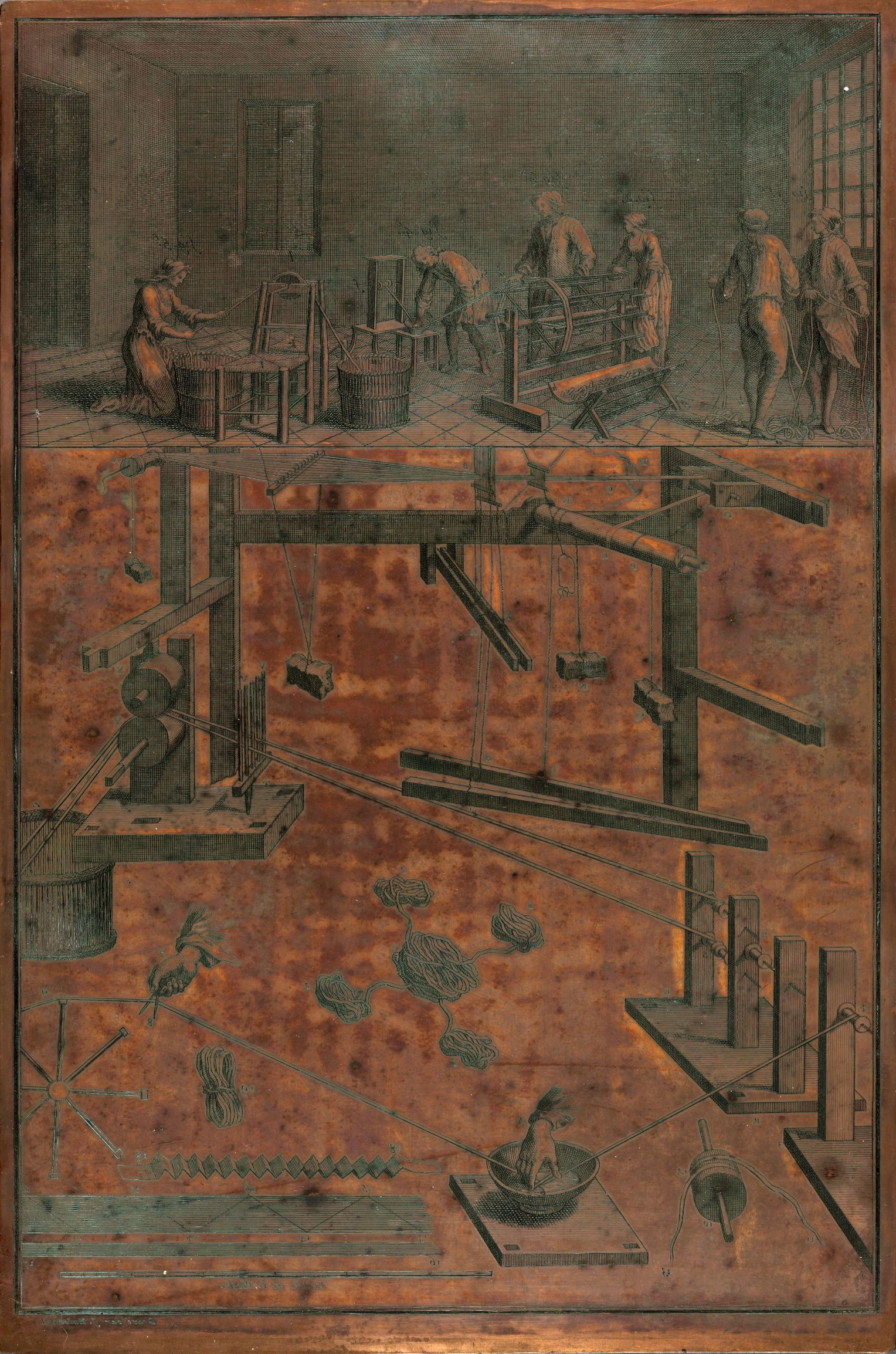
Nghề đan chỉ.
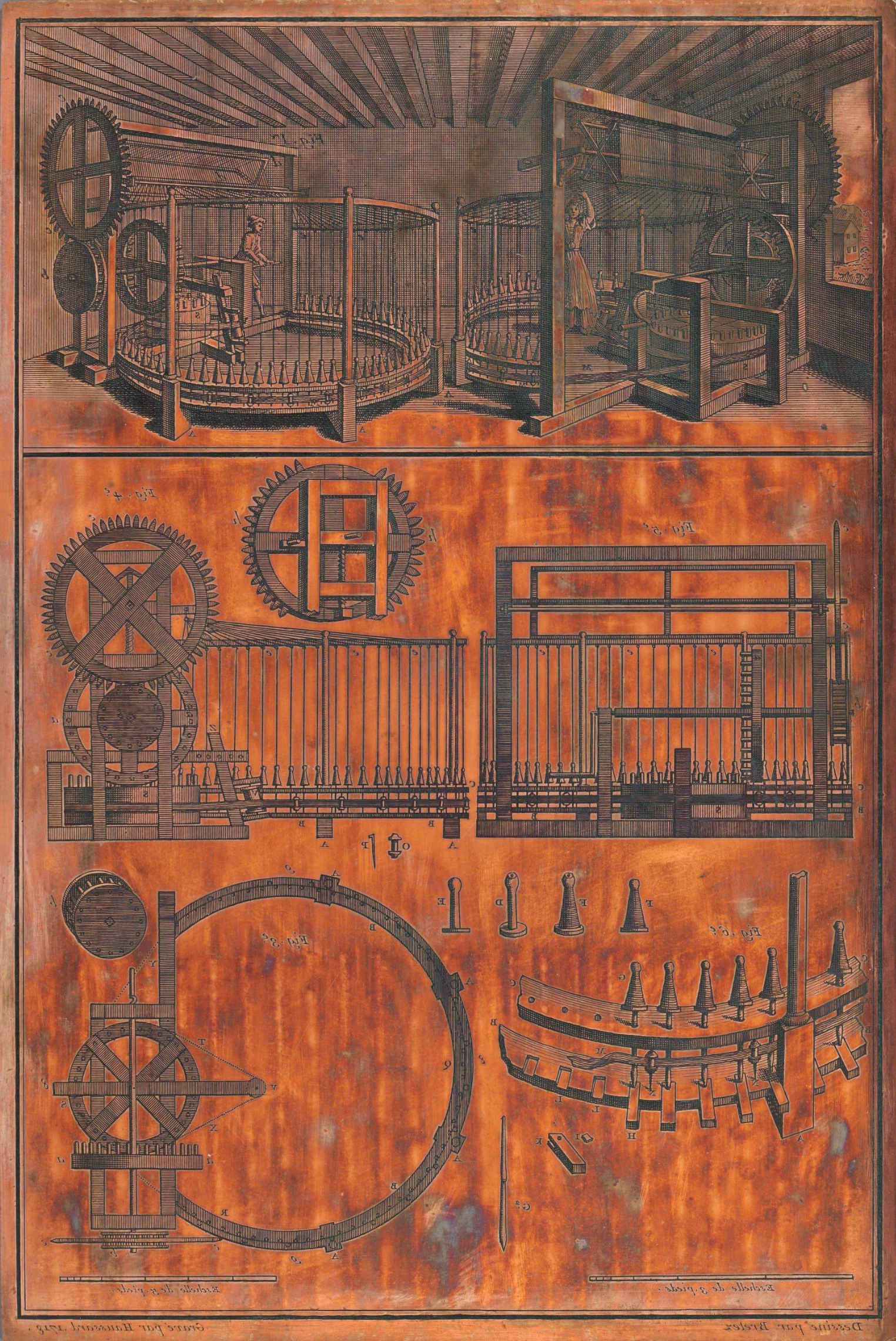
Nghề kéo chỉ
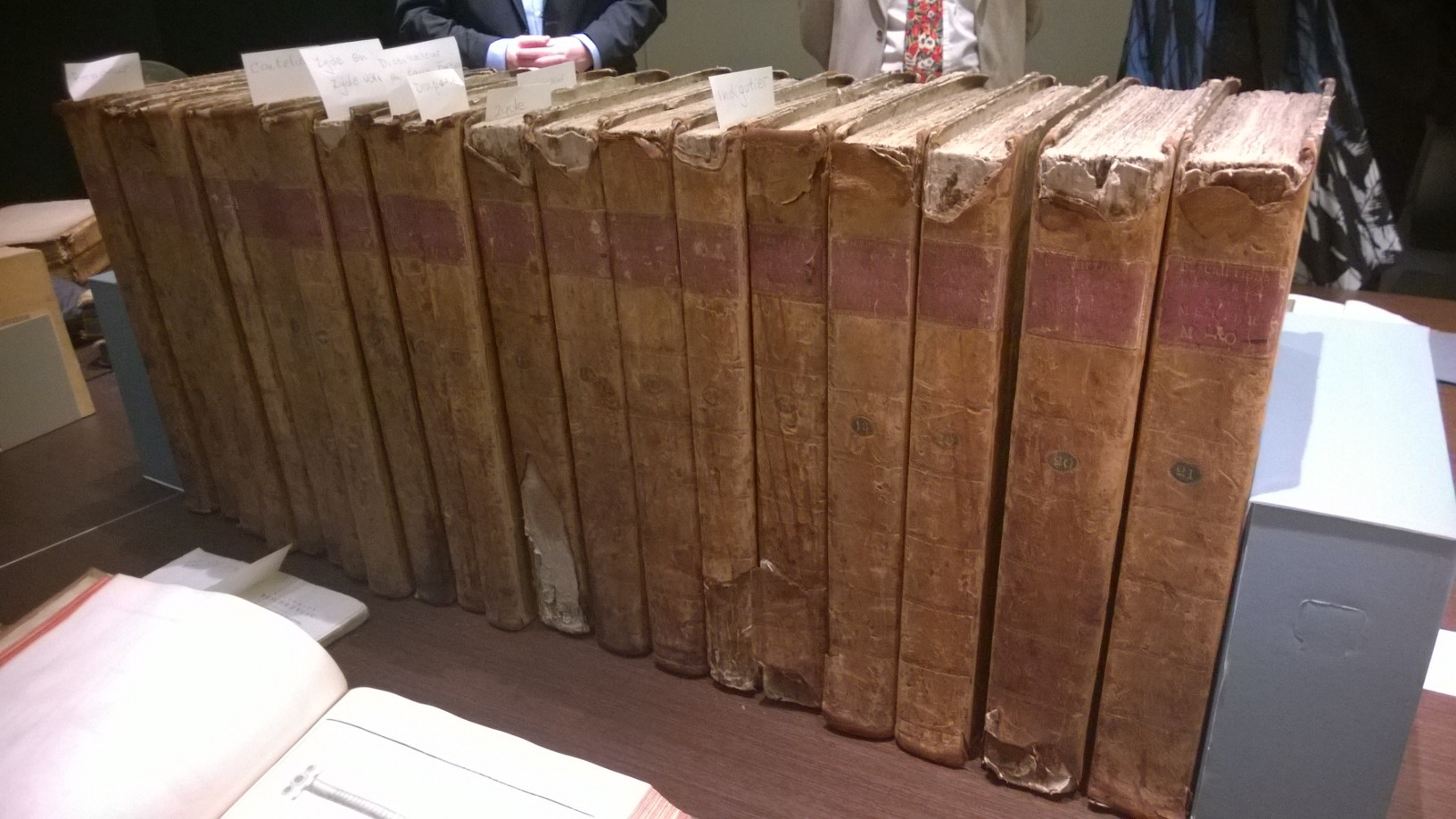
Các tập sách của Jacob Olie tặng cho Đại học Amsterdam.